# Cartigny, Genève
Cartigny là một đô thị of the bang Genève, Thụy Sĩ.
Đô thị Cartigny có diện tích 4,41 km2, dân số năm 2007 là 808 người.